# Welsh (plat)
Pour les articles homonymes, voir Welsh.
Le welsh, aussi appelé welsh rabbit ou welsh rarebit ou parfois croque gallois, est un plat d'origine galloise, à base de cheddar fondu (originellement, on utilisait du chester, maintenant, on utilise plus du cheddar Galloway).
Il est traditionnellement servi sur une tranche de pain grillé et passé au four. En France, le welsh est typiquement servi dans les brasseries de la Côte d'Opale et ses environs, où il est désormais bien ancré dans la culture régionale.

## Histoire
L'origine du welsh dans le Nord et le Pas-de-Calais n'est pas clairement définie. 
Parmi de multiples théories, l'une d'elle évoque la possibilité que le mets aurait été importé par une garnison galloise en poste à Baincthun, près de Boulogne-sur-Mer, lors du siège de Boulogne de 1544 par Henri VIII. Toutefois aucune source sûre ne permet de corroborer cette affirmation. 

## Composition et variantes

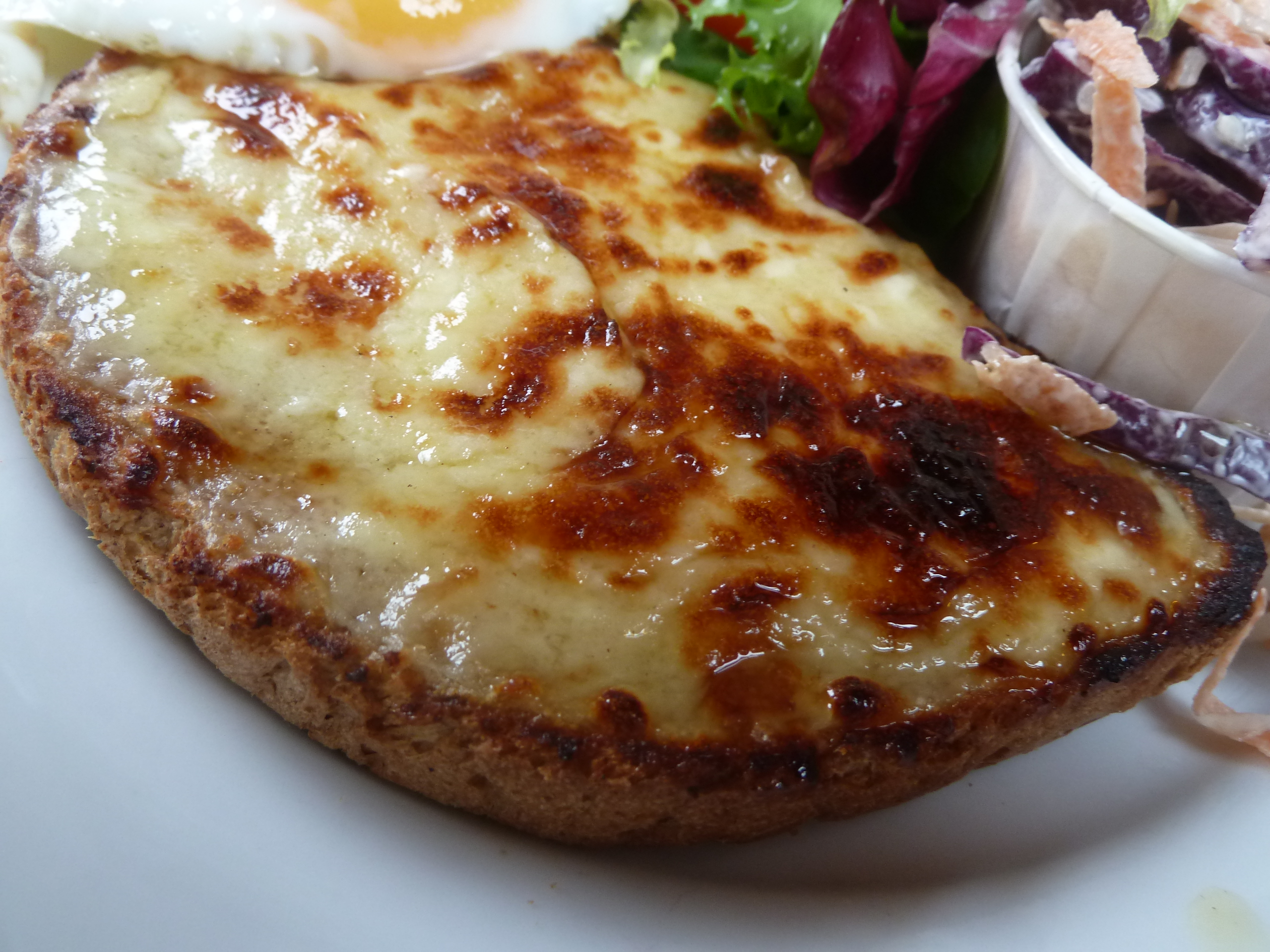
Une version britannique.

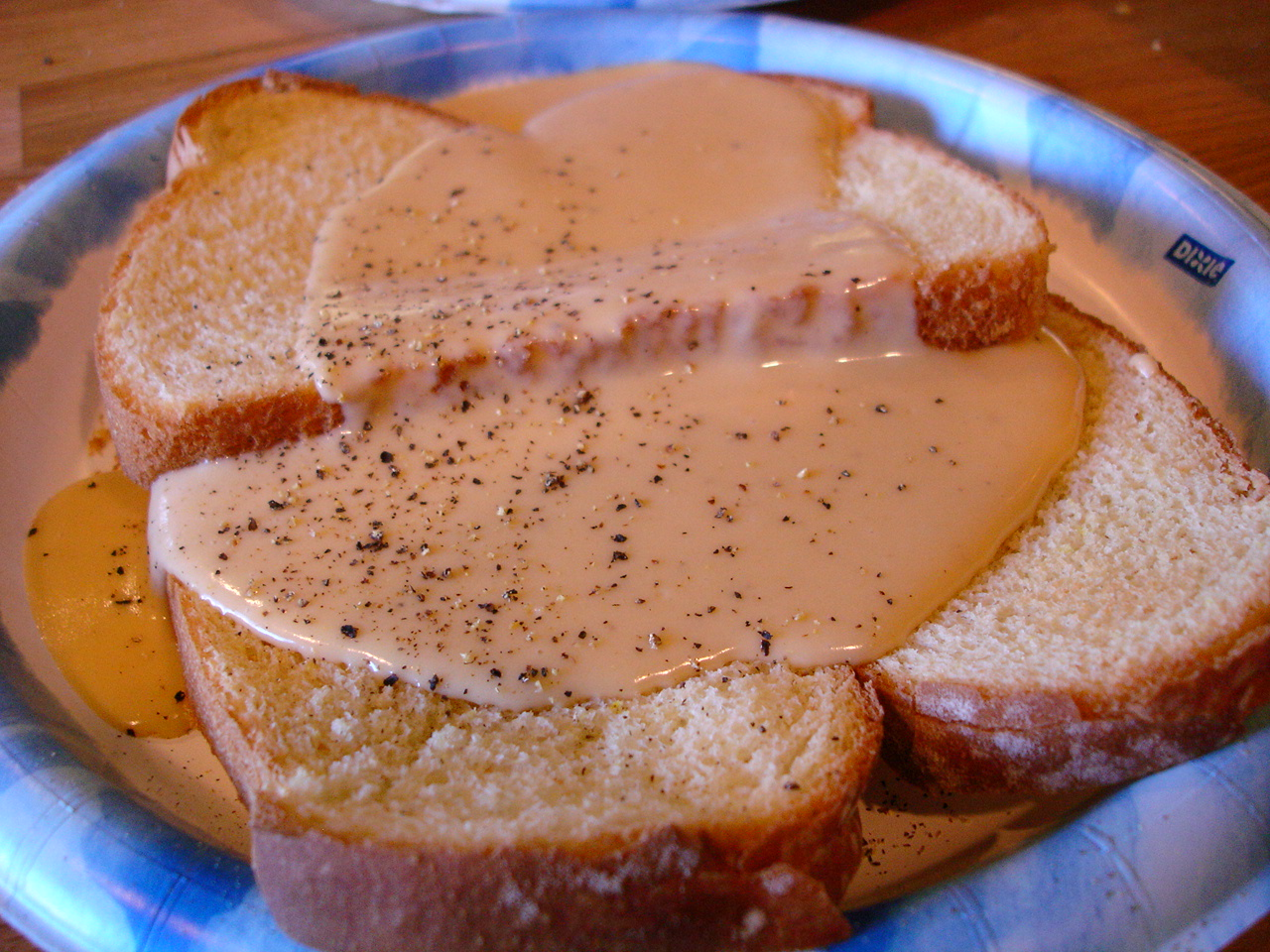
Une autre version britannique.

Dans la recette traditionnelle, la bière est versée dans un caquelon et portée à ébullition. Du cheddar (ou du chester) fondu sera ajouté ensuite. Dans la version française, une tranche de pain de mie préalablement grillée, tartinée avec de la moutarde à l'ancienne et recouverte de jambon est placée dans un petit plat alors que la version britannique se fait sans jambon et directement sur le pain. Le tout est recouvert avec le mélange fromage-bière. Le plat est ensuite mis à la salamandre chauffé à haute température pendant cinq minutes afin de le faire gratiner et lui donner une belle couleur dorée. La version française est une sorte de cassolette alors que la version britannique est une tartine recouverte de sauce.
Il existe beaucoup de variantes pour la recette de welsh. Dans certaines d'entre elles, des ingrédients (comme la bière ou le jambon) n’apparaissent pas. Dans d'autres, on ajoute des ingrédients comme de la sauce béchamel ou du bacon. La sauce Worcestershire, le piment d'Espelette ou la moutarde sont souvent utilisés comme assaisonnement.
La recette française du welsh diffère de la recette originelle : celui-ci est souvent plus consistant et il a une couleur orange prononcée, contrairement à la version britannique.

## Étymologie
Le nom de welsh rabbit était à l'origine une façon de désigner ce plat comme un substitut de basse qualité à la viande de lapin. En effet, aux XVIIe et XVIIIe siècles, il était commun de désigner comme gallois (welsh) les contrefaçons, succédanés et autres produits de qualité inférieure à l'original. Le nom est resté, parfois dérivé en welsh rarebit. Au Pays de Galles, le plat s'appelle en gallois : caws-wedi-pobi (qui signifie « fromage cuit »).
Dans plusieurs pays d'Europe continentale, il est habituellement appelé « ramequin » ou Käseschnitte.